# Jacob Aloys Friedrichs
Jacob Aloys Friedrichs (Merl, 3 de fevereiro de 1868 — Porto Alegre, 14 de junho de 1950) foi um escultor e ornatista teuto-brasileiro ativo no Rio Grande do Sul entre o final do século XIX e início do século XX.
Filho mais jovem de Vinzens Friedrich e Katharina Griebeler, trabalhou por dois anos em vinhedos e depois emigrou para o Brasil. Chegou ao Rio de Janeiro em 29 de outubro de 1884 e a Porto Alegre em 13 de novembro. Teve sua nacionalidade alemã cancelada e ficou sem pátria até ser considerado, aos 51 anos, cidadão brasileiro.
Aprendeu o seu ofício com o irmão Miguel Friedrichs, que havia transferido para Porto Alegre sua empresa de escultura e decoração de edifícios fundada inicialmente em Lomba Grande. Progrediu rapidamente, e em dois anos já era oficial de cantaria. Logo em seguida matriculou-se na Escola Profissional Noturna e Dominical, mantida pelo engenheiro João Pünder, onde recebeu lições de desenho e cálculo. Também foram seus mestres o engenheiro Goldammer, o arquiteto Gustavo Koch e o escultor Franz Schubert, com quem iniciou-se nos trabalhos de mármore.
Em 1889 já se considerava apto para procurar trabalho por conta própria, e contratou a execução de um monumento funerário para a família de Henrique Ritter, de São Sebastião do Caí. Em 1891 substituiu o irmão na administração da empresa familiar. Com o incêndio da oficina em 1894, mudou-se para um prédio junto à Cervejaria Campani, e daí em diante seu negócio se expandiu e passou a contratar auxiliares, dentre os quais destacou-se André Arjonas.
Em 1903 e novamente em 1914 realizou viagens de estudos à Europa, passando pela Alemanha e Itália, pesquisando novas técnicas e materiais para aprimorar seus serviços. A Casa Aloys, como passou a ser conhecida sua oficina, foi uma das mais importantes empresas de escultura e decoração predial da capital gaúcha em sua época, estendendo suas atividades até o interior do estado e recebendo em 1901 a medalha de ouro na Grande Exposição Comercial e Industrial de Porto Alegre, finalmente encerrando suas atividades em 1949. Também trabalhou com importação de vinhos do Reno.

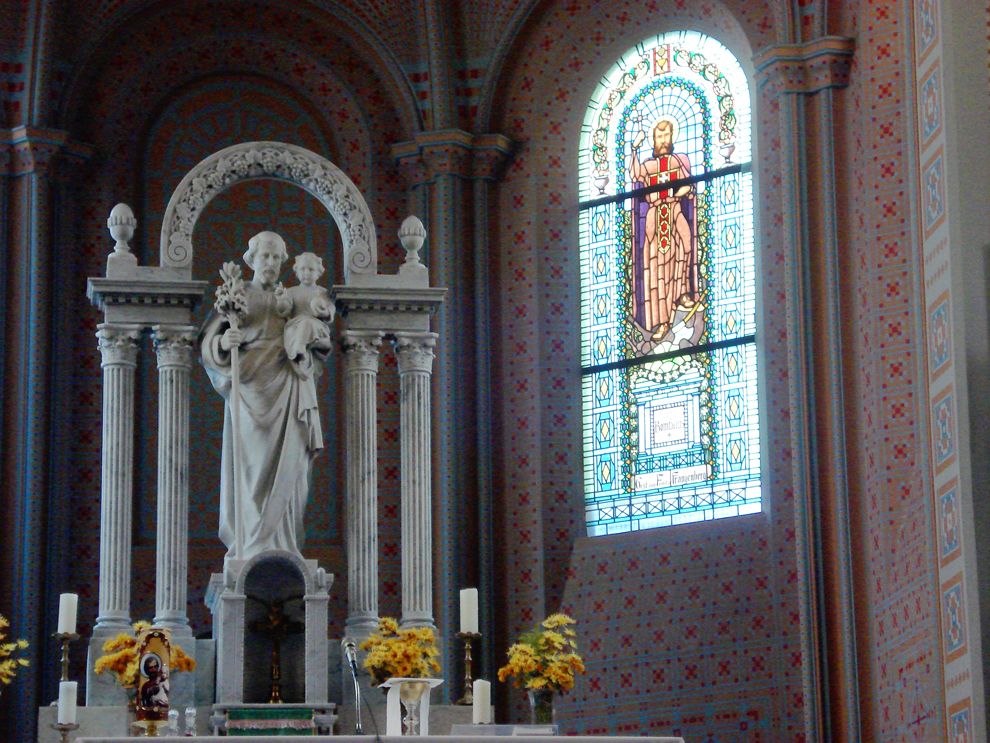
Detalhe do altar da Igreja de São José de Porto Alegre, criado por Friedrichs. A estátua é de autoria de André Arjonas.

Dentre suas realização estão dezenas de monumentos funerários nos cemitérios da capital, a decoração de diversas capelas de famílias importantes, a criação do obelisco em Ponche Verde, o altar da Matriz de Santa Cruz do Sul, o altar da Igreja São José e o batistério da Igreja da Comunidade Evangélica, em Porto Alegre. Entre os monumentos fúnebres se encontram o de João Pünder, Augusto Brochier, Caldas Júnior, Augusto Pestana, Fernando Abbott, barão de Santo Ângelo, capela Dreher.
Na década de 1920 era uma das lideranças alemãs mais importantes do Rio Grande do Sul.
Incentivador da ginástica (o Riograndenser Turnvater), considerado o Friedrich Ludwig Jahn da nova pátria, ou pai da ginástica no Rio Grande do Sul, fundou o Turnerbund, resultado da unificação das duas sociedades de ginástica existentes em Porto Alegre antes de 1892. Foi presidente desta sociedade, que depois virou a SOGIPA, até 1929, sendo responsável pela expansão do clube, incluindo a campanha de arrecadação que possibilitou a compra da sede atual. Em homenagem a Jacob, a biblioteca da SOGIPA leva o seu nome. Também foi responsável pela criação da Deutscher Turnerschaft von Rio Grande do Sul (Federação Alemã de Ginástica do Rio Grande do Sul). 
Foi contra a ascensão nazista entre a população germânica no Rio Grande do Sul, em 1937 publicou Grundsächtzliche Betrachtungen zur Anschlussfrage (Considerações a respeito da questão da anexação), junto com Englert e Bercht, defendendo que os teuto-brasileiros não eram "alemães no exterior", mas brasileiros de sangue alemão, não admitindo, portanto, que sua demonstração de fidelidade ao caráter e etnicidade alemães seja confundida com lealdade ao nacional-socialismo.